# Thylias Moss
Thylias Moss (Cleveland, 27 febbraio 1954) è una poetessa e drammaturga statunitense.
Scrittrice, artista del suono, drammaturga, di discendenza afroamericana, indiana ed europea, ha pubblicato numerose collezioni di poesia, libri per l'infanzia, saggi, e opere multimediali che lei stessa chiama "prodotti in atto" riferentisi al suo lavoro nel campo della Limited Fork Theory. Tra i premi vinti figurano una MacArthur Fellowship, una Guggenheim Fellowship, una Artist's Fellowship dal Massachusetts Arts Council, un NEA Grant, e un Premio Witter Bynner per la poesia.

## Biografia
Moss è nata in Ohio da famiglia di classe operaia. Suo padre scelse il nome Thylias perché aveva deciso di usarne uno che non fosse mai esistito.  Secondo Moss, la sua prima infanzia fu felice, mentre viveva con la famiglia nelle stanze superiori di una casa che apparteneva ad una coppia di anziani ebrei di nome Feldman (che Moss crede fossero sopravvissuti dell'Olocausto). I coniugi Feldman trattavano Moss come fosse la loro nipotina.
All'età di cinque anni, i Feldman vendettero la loro casa e si trasferirono altrove. I genitori di Thylia Moss continuarono a vivere nello stesso caseggiato coi nuovi proprietari, che mandavano la loro figliola Lytta a fare da baby-sitter alla Moss. Lytta la tormentava quotidianamente. Inoltre Moss ebbe diverse esperienze traumatiche, tra le quali un'amica che si buttò dalla finestra per evitare di essere stuprata, e un bambino in bicicletta investito e ucciso da un camion. "Non dissi mai niente a nessuno," confidò in seguito. "Ero là ed ero testimone di fatti che accadevano soltanto quando lasciavo quella casa." 
Quando Moss aveva nove anni, la sua famiglia traslocò in altra zona, e dovette esser mandata ad una scuola dove la maggioranza era di bianchi. Maltrattata sia dagli insegnanti che dai compagni per diverse ragioni, tra cui il colore della pelle, si ritirò in sé stessa e smise di interagire a scuola fino agli anni universitari. Fu proprio in questo periodo che iniziò a scrivere poesie in maniera approfondita.
Thylia Moss frequentò la Syracuse University. Dopo alcuni anni di lavoro, si iscrisse all'Oberlin College nel 1979 e si laureò nel 1981. In seguito ottenne un Master of Arts in Lettere, con enfasi sulla composizione, dalla University of New Hampshire. Moss è attualmente Professore di Inglese e Professore di Arte & Disegno alla Università del Michigan. Vive a Ann Arbor (Michigan), col marito e due figli.  Le sue opere sono sempre più di tipo sperimentale, con una combinazione di generi, discipline e tecnologie informatiche. Molti dei suoi “poami” pubblicati nell'ambito della Limited Fork Theory, si trovano online su podcast, bollettini, riviste e su YouTube.
Thylias Moss è annoverata nel Canone Occidentale di Harold Bloom.

### Poesia
- Tokyo Butter:  Poems (Persea Books, 2006)
- Slave Moth: A Narrative in Verse (Persea Books, 2004)
- Last Chance for the Tarzan Holler (1998)
- Small Congregations: New and Selected Poems (1993)
- Rainbow Remnants in Rock Bottom Ghetto Sky (1991)
- At Redbones (1990)
- Pyramid of Bone (1989)
- Hosiery Seams on a Bowlegged Woman (1983).

### Prosa
- Tale of a Sky-Blue Dress (1998), diario
- Talking to Myself (1984), dramma
- The Dolls in the Basement (1984), dramma
- I Want to Be (Dial Books for Young Readers, 1995)

### Videoblografia
(collegamenti ai suoi blog, podcast, e la forkergirl su YouTube, con esempi dei suoi video-poami - POAM è un'abbreviazione da: P-roducts O-f A-cts of M-aking):
BLOG ATTIVI:
- A Limited Forker Girl's Tines, su forkergirl.typepad.com.
- Bifurcation Station, su forkergirl.typepad.com.
- Tine D.A.D.A. Club, su forkergirl.typepad.com.
- Limited Fork 101, su forkergirl.typepad.com.
- Limited Fork Academic Split Tine, su forkergirl.typepad.com.

BLOG SEMI-ATTIVI:
- Tine Times, su tinetimes.blogspot.com.
- Tine Times cyber workshop, su tinetimescyberworkshop.blogspot.com. URL consultato il 4 maggio 2019 (archiviato dall'url originale l'8 maggio 2019).
- Tine Times 2, su limitedfork.wordpress.com.

VIDEO POAM CYBER CINEMA:
- forkergirl channel, su youtube.com.
- Ostrich Culture of Snowmen, su video.google.com (archiviato dall'url originale il 18 aprile 2011).

PODCAST:
- Limited Fork [collegamento interrotto], su phobos.apple.com.
- Limited Fork Music [collegamento interrotto], su phobos.apple.com.
- Limited Fork Video Anthology[collegamento interrotto] (sul lavoro di suoi studenti)